# Тернове (Волгоградська область)
Тернове (рос. Терновое) — село у Єланському районі Волгоградської області Російської Федерації.
Населення становить 792  особи. Входить до складу муніципального утворення Терновське сільське поселення.

## Історія
Село розташоване у межах українського історичного та культурного регіону Жовтий Клин.
Згідно із законом від 24 грудня 2004 року № 980-ОД органом місцевого самоврядування є Терновське сільське поселення.

## Населення
| 2010 | 2012 | 2013 | 2014 | 2015 | 2016 | 2017 |
| ---- | ---- | ---- | ---- | ---- | ---- | ---- |
| 880  | ↘879 | ↘865 | ↘845 | ↘827 | ↘800 | ↘792 |

### Уродженці
- Нарочна Лідія Кирилівна (нар 1924) — український вчений у галузі педагогіки та методики викладання природознавства, кандидат педагогічних наук (1971), старший науковий співробітник (1974), Заслужений працівник народної освіти України (1994), лауреатка Державної премії України в галузі науки і техніки (1984).